# Eisenbahnunfall von Vilseck
Der Eisenbahnunfall von Vilseck ereignete sich am 22. Juni 2001 auf einem Bahnübergang außerhalb von Vilseck auf der Bahnstrecke Neukirchen–Weiden. Ein Dieseltriebwagen prallte gegen einen Lastwagen der US-Armee. Das Fahrzeug gehörte zur 529th Ordnance Company des 71st Corps Support Battalion, einer Unterstützungseinheit. Drei Menschen starben, neun weitere wurden schwer verletzt, elf weitere leicht. Für den Zusammenstoß eines Schienenfahrzeuges mit einem Straßenfahrzeug war der Sachschaden mit über 6 Mio. DM ungewöhnlich hoch.

## Ausgangslage
Die Bahnstrecke von Neukirchen bei Sulzbach-Rosenberg nach Weiden in der Oberpfalz ist eine eingleisige, nicht elektrifizierte Hauptbahn in Bayern. Die zulässige Streckenhöchstgeschwindigkeit betrug damals 160 km/h für Züge mit Neigetechnik und 120 km/h für alle anderen Züge. Die Bahnübergänge zwischen Vilseck und Freihung sind durch Lichtzeichen und Halbschranken gesichert, werden durch Kontakte entlang der Strecke automatisch ein- und ausgeschaltet und vom Bahnhof Freihung aus fernüberwacht. Der Bahnhof Freihung ist mit einem Drucktastenstellwerk von Siemens, Baujahr 1969, Bauart DrS2, ausgerüstet.
Bei Streckenkilometer 23,89 überquert die Kreisstraße AS 5 die Bahnstrecke. Unmittelbar in der Nähe liegt der Truppenübungsplatz Grafenwöhr. Die Bahnstrecke verläuft dort in einer leichten Kurve, so dass ein Triebfahrzeugführer den Bahnübergang erst kurz vor der Querung einsehen kann.
Etwa seit der Jahrtausendwende verkehren auf der Strecke im Personenverkehr hauptsächlich Triebwagen der Baureihe 612 mit Neigetechnik. Diese Fahrzeuge sind in der Wagenmitte mit einem elektronischen Fahrtenschreiber ausgestattet, der alle wichtigen Daten einer Fahrt aufzeichnet. Die unfallbeteiligte Einheit aus 612 563-7 und 612 063-8 war erst am 14. März 2001 beim Hersteller Bombardier in Kassel abgenommen und an die DB Regio Oberfranken (heute DB Regio Nordostbayern) ausgeliefert worden.

## Unfallhergang
Am 22. Juni 2001 gegen 8.24 Uhr fuhr ein LKW des Typs M 1075 PLS (Palletized Load System) der US-Armee auf den Bahnübergang zu. Er wurde von einem 29-jährigen Fahrer gesteuert und hatte Container mit Feldbetten und Decken geladen. Am Bahnübergang zeigte die Lichtzeichenanlage bereits rotes Licht und die Halbschranken begannen sich zu schließen. Der LKW umfuhr die erste Halbschranke und wurde auf dem Bahnübergang zwischen beiden Halbschranken eingekeilt. Um freizukommen, hätte er losfahren und den Schrankenbaum vor sich zerstören müssen. Stattdessen stieg die Beifahrerin aus und versuchte, die Halbschranke auf der anderen Seite hochzudrücken. In diesem Augenblick wurde im Ablaufspeicher des Bahnübergangs (EBÜT 80-Anlage) eine Störung durch das Aufdrücken der Schranken registriert und im Bahnhof Freihung angezeigt. Der Fahrdienstleiter hatte keine Möglichkeit mehr, den Triebfahrzeugführer per Zugfunk zu warnen, da der Regionalexpress RE 3560 nur noch zehn Sekunden vom Bahnübergang entfernt war. Der Zug war mit einer Geschwindigkeit von 156 km/h unterwegs. Um 8 Uhr 24 Minuten und 29 Sekunden registrierte die Datenspeicherkassette des Triebwagens einen deutlichen Abfall des Druckes in der Bremsleitung und dokumentierte damit die einsetzende Schnellbremsung. Der Zug wurde in Bremsart R+H+MG (Rapid-Bremse + hydrodynamische Bremse + Magnetschienenbremse) gefahren, was bei einer Geschwindigkeit von 156 km/h eine für die Verhältnisse der Eisenbahn relativ hohe mittlere Bremsverzögerung von etwa 1,4 m/s² zufolge hatte.
Der Zusammenprall erfolgte 130 m weiter um 8 Uhr 24 Minuten und 33 Sekunden bei einer bremsbedingt verringerten Geschwindigkeit von 150 km/h. Gleichzeitig registrierte der Fahrtenschreiber als letzte verwertbare Aufzeichnung, dass der Führerstand 2 nicht mehr aktiv, also zerstört war.

## Unfallfolgen
Der LKW wurde zerfetzt und die Trümmer noch 325 m mitgeschleift. Der Zug entgleiste mit dem vorderen Drehgestell, blieb jedoch im Übrigen im Gleis. Der Triebfahrzeugführer, der LKW-Fahrer und ein Reisender wurden getötet. Die Beifahrerin des LKW, der Zugbegleiter und weitere Reisende wurden schwer verletzt. Warum der Fahrer die Halbschranken umfuhr, konnte nicht geklärt werden. Als besonders ungünstig erwies sich, dass die Scharfenbergkupplung des Triebwagens genau den Treibstofftank des LKW traf, wodurch mindestens 100 Liter Dieselkraftstoff ausliefen und durch Funken aufgrund des Unfallgeschehens in Brand gerieten. Der Triebwagen 612 563-7 brannte aus und wurde am 28. August 2001 ausgemustert. Der ungewöhnlich hohe Sachschaden erklärt sich also im Wesentlichen dadurch, dass ein fabrikneuer Triebwagen nach nur 3 Monaten Einsatz zerstört wurde. Die Anlagen des Bahnübergangs sowie Schienen und Schwellen wurden erheblich beschädigt.
Nach dem NATO-Truppenstatut haftet die Bundesrepublik Deutschland für Schäden, die durch stationierte Truppen verursacht werden. Zuständig für die Regulierung des Schadens war die Schadensregulierungsstelle des Bundes. Die Deutsche Bahn erhielt den ihr entstandenen Schaden auf diesem Wege ersetzt.

## Wiederholung 2015
Der Unfall wiederholte sich in ähnlicher Konstellation am 5. November 2015 gegen 22 Uhr auf einem Bahnübergang nahe Freihung auf der gleichen Bahnstrecke, nur einige Kilometer weiter: Auf einem beschrankten Bahnübergang setzte ein ziviler Satteltieflader beladen mit einem Militärlastkraftwagen beim Überqueren mit dem Tiefbett auf und blieb liegen. Der Regionalexpress 3535 von Nürnberg Hauptbahnhof nach Weiden (Oberpfalz), ebenfalls durch einen Dieseltriebwagen der Baureihe 612 gefahren, fuhr auf ihn auf, riss die Sattelzugmaschine ab und schleifte diese noch 400 Meter mit, bevor die beiden ineinander verkeilten Unfallfahrzeuge zum Stehen kamen. Der Satteltieflader mit dem geladenen LKW blieb weitgehend unbeschädigt am Bahnübergang stehen. Die gewählte untypische Fahrtroute zum Truppenübungsplatz Grafenwöhr lässt darauf schließen, dass der 30-jährige rumänische Fahrer nicht ortskundig war.
Der Triebfahrzeugführer und einer der beiden Insassen des Lastkraftwagens starben, vier Fahrgäste wurden schwer, etwa 15 darüber hinaus leicht verletzt. Die abgerissene Sattelzugmaschine und der Führerstand des führende Triebwagens 612 560 brannten aus. Die 40 Fahrgäste konnten den Zug verlassen.